# 大科学
大科学（Big Science，Megascience，Large Science），或稱輝煌科學:266，一般是指投资大，多学科交叉的大型的基础科学研究项目，目前还没有一个确切的定义。
大科学需要大量的资金，实验设备昂贵复杂，研究目标宏大。因此多为国际合作的形式进行。
大科学一般分为两类：
- 大科学工程：国际空间站、欧洲核子研究中心的大型强子对撞机（LHC）
- 分布式研究：人类基因图谱

从运行模式来看，大科学研究国际合作主要分为三个层次：科学家个人之间的合作、科研机构或大学之间的对等合作、政府间的合作。
大科学对促进各国的基础科学研究具有很大的意义。

## 国际大科学研究计划
- 全球变化研究计划（GCRP）
- 大洋钻探计划（ODP）
- 国际大陆科学钻探计划（ICDP）
- 全球地震监测网
- 国际南极科学探险
- 人类和生物圈计划
- 全球植物基因测序
- 人类前沿科学计划（HFSP）
- 极端环境下的生命计划
- 大规模生态研究网站
- 蛋白质数据银行（PDB）
- 长期生态研究
- 全球生物多样性信息设施
- 昆虫脑计划（FLYBRAIN）
- 人类基因组计划
- 科学技术研究传输节点（STARTAP）
- 全球太阳活动观测网络组织
- 国际智能制造系统项目
- 跨部门太空脑科学实验计划
- 大型强子对撞机（LHC）
- 国际热核实验反应堆计划（ITER）
- 国际空间站
- 地球观测系统
- 先进X射线空间物理设施
- 卫星探测计划
- 哈勃太空望远镜
- 伽利略木星使命计划
- 空间红外观测卫星
- 克拉斯特观测计划
- X射线多镜望远镜观测计划
- 空间观测计划
- 地球观测计划
- 地球摆动观测网
- 美洲天文观测站
- 南极天文物理研究中心
- 激光干扰引力波观测网
- 南极介子微中子探测阵列计划

## 参看
- 国际大科学研究(链接失效)

1. ↑  麥可·西爾吉克. . 由林俊宏翻译. 臺北: 左岸文化. 2021 （中文（臺灣））.
2. ↑  李熙謀、徐賢修、劉世超（主編）. . 中山自然科學大辭典 一. 臺北: 臺灣商務印書館. 1975 （中文（臺灣））.